# فينس وايت
فينس وايت (بالإنجليزية: Vince White)‏ هو طبال وعازف قيثارة بريطاني، ولد في 28 أبريل 1960 في لندن في المملكة المتحدة.

## وصلات خارجية
- الموقع الرسمي
- فينس وايت على موقع ميوزك برينز (الإنجليزية)
- فينس وايت على موقع أول ميوزيك (الإنجليزية)
- فينس وايت على موقع ديسكوغز (الإنجليزية)